# Alessio Foconi
Alessio Foconi (Roma, 22 de novembro de 1989) é um esgrimista italiano que conquistou duas medalhas de ouro nos Jogos Europeus, além de ter conquistado três títulos mundiais por equipes (2017, 2018 e 2022) e um título mundial individual (2018). Ele também possui dois títulos europeus, um individual e outro por equipes.
Foconi iniciou sua jornada na esgrima em 1995, aos seis anos de idade, em um clube em Terni. Em 2021, fez sua estreia olímpica durante os Jogos de Tóquio, sendo eliminado na terceira fase pelo atleta de Hong Kong, Cheung Ka Long.
Em reconhecimento às suas conquistas esportivas, Foconi foi condecorado com o Colar de Ouro em 2017 2018 e 2022.

## Palmarès
Jogos Olímpicos
| Ano  | Local | Evento              | Posição | Ref.   |
| ---- | ----- | ------------------- | ------- | ------ |
| 2024 | Paris | Florete por equipes | 2.ª     | [ 21 ] |

Campeonatos Mundiais
| Ano  | Local     | Evento              | Posição | Ref.          |
| ---- | --------- | ------------------- | ------- | ------------- |
| 2017 | Lípsia    | Florete por equipes | 1.ª     | [ 22 ] [ 23 ] |
| 2018 | Wuxi      | Florete individual  | 1.ª     | [ 22 ] [ 23 ] |
| 2018 | Wuxi      | Florete por equipes | 1.ª     | [ 22 ] [ 23 ] |
| 2022 | Cairo     | Florete por equipes | 1.ª     | [ 22 ] [ 23 ] |
| 2019 | Budapeste | Florete por equipes | 3.ª     | [ 22 ] [ 23 ] |

Campeonatos Europeus
| Ano  | Local        | Evento              | Posição | Ref.          |
| ---- | ------------ | ------------------- | ------- | ------------- |
| 2019 | Dusseldórfia | Florete individual  | 1.ª     | [ 22 ] [ 23 ] |
| 2022 | Antália      | Florete por equipes | 1.ª     | [ 22 ] [ 23 ] |
| 2018 | Novi Sad     | Florete por equipes | 2.ª     | [ 22 ] [ 23 ] |
| 2024 | Basileia     | Florete individual  | 2.ª     | [ 22 ] [ 23 ] |
| 2017 | Tbilisi      | Florete por equipes | 3.ª     | [ 22 ] [ 23 ] |
| 2019 | Dusseldórfia | Florete por equipes | 3.ª     | [ 22 ] [ 23 ] |
| 2024 | Basileia     | Florete por equipes | 3.ª     | [ 22 ] [ 23 ] |

Jogos Europeus
| Ano  | Local    | Evento              | Posição | Ref.   |
| ---- | -------- | ------------------- | ------- | ------ |
| 2015 | Bacu     | Florete individual  | 1.ª     | [ 22 ] |
| 2023 | Cracóvia | Florete por equipes | 1.ª     | [ 24 ] |
| 2015 | Bacu     | Florete por equipes | 2.ª     | [ 22 ] |

## Condecorações
- Colar de Ouro ao Mérito Desportivo (19 de dezembro de 2017)[25]
- Colar de Ouro ao Mérito Desportivo (19 de dezembro de 2018)[26]
- Colar de Ouro ao Mérito Desportivo (14 de novembro de 2022)[27]